# Impressora eletrossensível

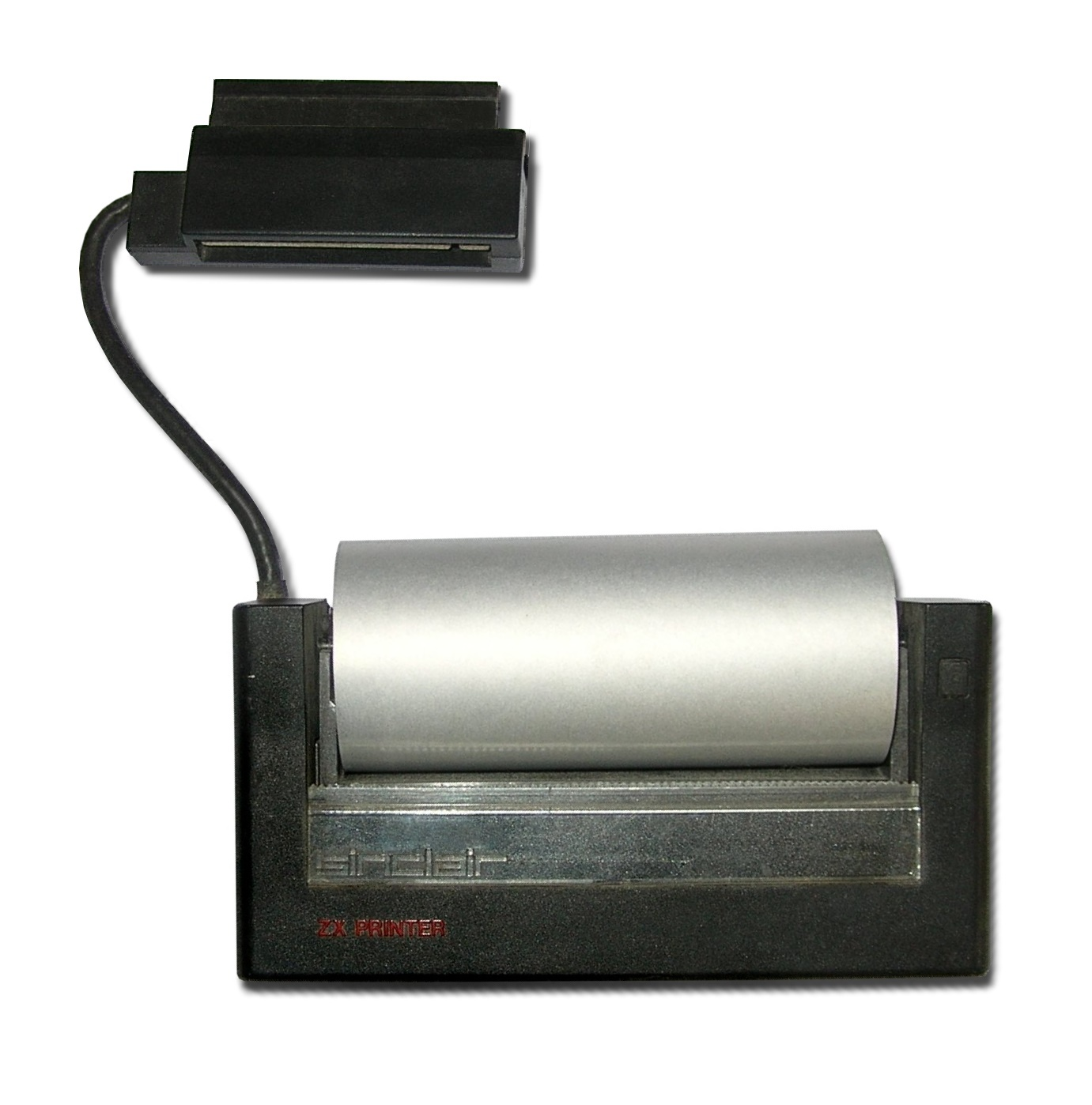
A Sinclair ZX Printer foi uma pequena impressora eletrossensível para os microcomputadores ZX-81 e ZX Spectrum.

Uma impressora eletrossensível usa um papel especial coberto por um revestimento de alumínio sobre um fundo preto, o qual é impresso utilizando-se uma corrente elétrica aplicada no papel através de dois arames que se movem sobre uma correia móvel em alta velocidade. É uma tecnologia simples e barata capaz de produzir resultados razoáveis (pelo menos no que tange a impressão de listagens de programas). Numa época em que as impressoras convencionais podiam custar centenas de dólares, o preço abaixo de US$ 100 daquele tipo de impressora constituía-se num importante diferencial para os compradores. O grande problema é que elas imprimem apenas em papel especial metalizado, difícil de obter no auge da popularidade destas impressoras e fora do mercado há muitos anos.
Esta tecnologia é por vezes erroneamente referenciada como sendo de "impressão térmica".